# Ціра
Цінубані (груз. წირა) — село в Грузії.
За даними перепису населення 2014 року в селі проживає 451 особа.